# Dacryodes cuspidata
Dacryodes cuspidata là một loài thực vật có hoa trong họ Burseraceae. Loài này được (Cuatrec.) Daly mô tả khoa học đầu tiên năm 1989.